# نیاماتپور
نیاماتپور (به لاتین: Niamatpur) یک منطقهٔ مسکونی در بنگلادش است که در ناحیه نوگان واقع شده‌است. نیاماتپور ۴۴۹٫۱ کیلومتر مربع مساحت و ۲۴۸٬۳۵۱ نفر جمعیت دارد.